# Tarnov
Tarnov (in ungherese Tapolytarnó, in tedesco Waldenbach o Münchenbrück) è un comune della Slovacchia facente parte del distretto di Bardejov, nella regione di Prešov.

## Storia
Citato per la prima volta nel 1355, all'epoca apparteneva ai Signori di Smilno. Successivamente passò ai castellani di Makovica. Nel XV secolo appartenne ai nobili Kalnássy e nel XIX secolo alla città di Bardejov.